# Mary Johnson
Astrid Maria ("Mary") Johnson, (efter omgifte 1932 Klein, ogift Carlsson), född 11 maj 1896 i Fors socken, Södermanland, död 7 maj 1975 i Hägerstens församling i Stockholm, var en svensk skådespelare.

## Biografi
Mary Johnson anställdes redan 1910 vid John Borghs teatersällskap, kom 1912 till teaterdirektören Karin Swanströms teatersällskap och 1914, tillsammans med sin man Karl Gerhard, då fortfarande Karl Gerhard Johnson, till Hjalmar Selander och Nya Teatern i Göteborg. Vid den tiden var Johnson stjärnan och Karl Gerhard "hennes man". Första pjäs i Göteborg blev Lilla Eva och därefter titelrollen i Selma Lagerlöfs Dunungen 1915. Hon turnerade med Gösta Ekman i Karl Gerhards lustspel Hennes lilla majestät.   
Hon filmdebuterade 1916 i Kärleken segrar som spelades in av Cinematograf-avdelningen vid Hasselblads Fotografiska AB i Göteborg. Där kom hon att medverka i ytterligare tre filmer det året. Ett antal roller de följande åren gjorde henne till Sveriges då mest kända filmskådespelerska och efter att ha spelat Elsalill i Mauritz Stillers Herr Arnes pengar. 1917–1919 var hon anställd vid Skådebanan varefter hon, med avbrott för gästspel vid Intima teatern och Folkteatern uteslutande ägnade sig åt filmen. 1919 blev hon även känd internationellt. Hon begav sig till Tyskland 1924 och spelade mot norrmannen Einar Rød i filmen Die Stimme des Herzens. Under de följande åren medverkade Johnson i 13 tyska filmer, varav den sista blev Eine Frau muss man alles verzeih'n 1931.  
Mary Johnson var 1913–1920 gift med Karl Gerhard (som då hette Johnson), därefter från 1920 med den norske skådespelaren Einar Rød och slutligen från 1932 med den tyske skådespelaren Rudolf Klein-Rogge, efter vilken hon blev änka 1955. Hon är gravsatt i minneslunden på Skogskyrkogården i Stockholm.

## Filmografi
- 1913 – Mannekängen
- 1916 – Nattens barn
- 1916 – Ministerpresidenten
- 1916 – Kärleken segrar

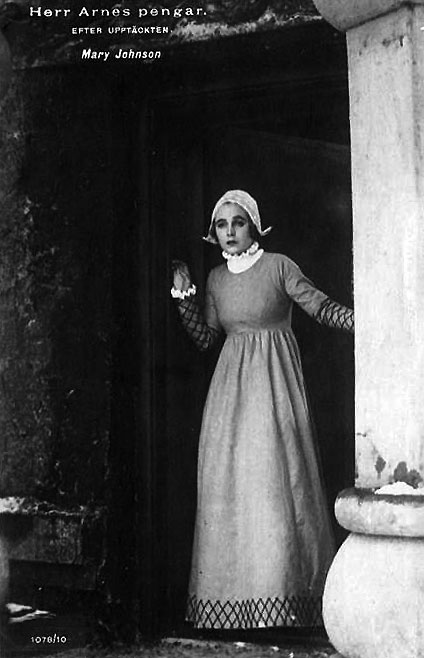
I filmen Herr Arnes pengar: Efter upptäckten

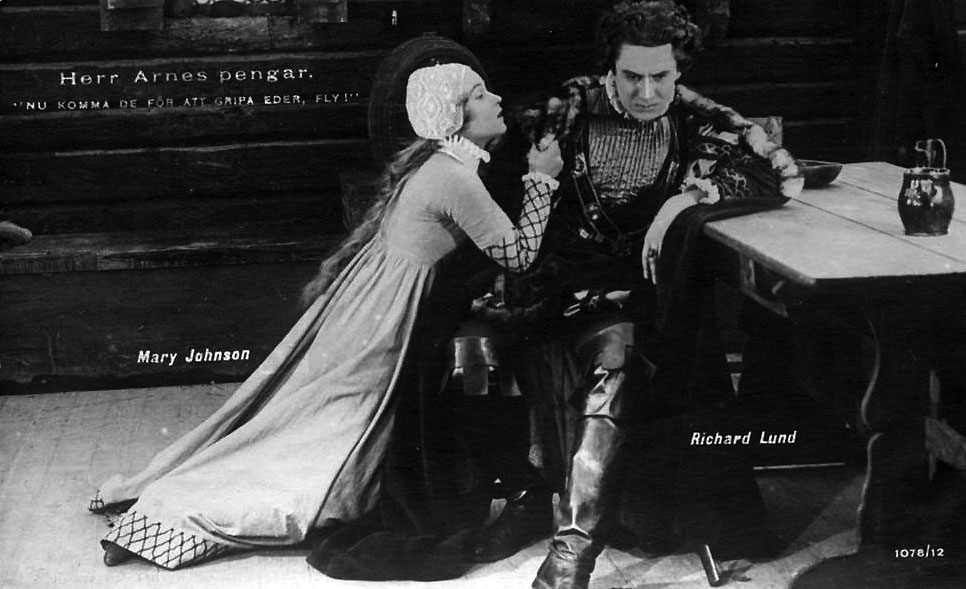
Mot Richard Lund i filmen Herr Arnes pengar: Nu komma de för att gripa eder, fly!

- 1916 – Aktiebolaget Hälsans gåva
- 1916 – Bengts nya kärlek eller Var är barnet?
- 1916 – Calles nya kläder
- 1917 – Förstadsprästen
- 1917 – Mellan liv och död
- 1917 – Revelj
- 1918 – Nobelpristagaren
- 1918 – Storstadsfaror
- 1918 – Fyrvaktarens dotter
- 1918 – Mästerkatten i stövlar
- 1919 – Herr Arnes pengar
- 1920 – Robinson i skärgården
- 1920 – Familjens traditioner
- 1921 – En lyckoriddare
- 1923 – Gunnar Hedes saga
- 1923 – Johan Ulfstjerna
- 1924 – Hjärtats röst
- 1925 – Das Haus der Lüge
- 1925 – Das Fräulein vom Amt
- 1926 – Staatsanwalt Jordan
- 1926 – Dagfin
- 1927 – Was die Kinder ihren Eltern verschweigen
- 1927 – Ramper, der Tiermensch
- 1927 – Manege
- 1927 – Die Ausgestoßenen. Heimkehr des Herzens
- 1928 – Geschlecht in Fesseln
- 1928 – Artisten
- 1931 – Einer Frau muß man alles verzeih'n
- 1975 – Mysteriet natten till den 25:e

## Teater

### Roller
| År   | Roll             | Produktion                                                 | Regi          | Teater         |
| ---- | ---------------- | ---------------------------------------------------------- | ------------- | -------------- |
| 1920 |                  | Hennes lilla majestät Paul Lanzinger                       |               | Folkteatern    |
| 1920 | Ludmila Pavlovna | Professor Storitzyn Leonid Andrejev                        | Einar Fröberg | Intima teatern |
| 1921 | Simone Chevrère  | Dygdens stig Robert de Flers och Gaston Arman de Caillavet | Einar Fröberg | Intima teatern |

## Fotnoter
1. 1 2  Sveriges Dödbok 1901–2009, DVD-ROM, Version 5.00, Sveriges Släktforskarförbund (2010).
2. ↑  Johnson, Mary i Svensk uppslagsbok
3. ↑  Johnson, Mary i Svensk uppslagsbok
4. ↑  Astrid Maria Klein på Hittagraven.stockholm.se (åtkomst 2015-02-28).
5. ↑  ”Teater Musik”. Dagens Nyheter:  s. 6. 3 september 1920. http://arkivet.dn.se/arkivet/tidning/1920-09-03/237/6. Läst 16 mars 2016.
6. ↑  ”Professor Storitzyn”. Musikverket. http://calmview.musikverk.se/CalmView/Record.aspx?src=CalmView.Performance&id=PERF29448&pos=124. Läst 23 maj 2016.
7. ↑  ”Dygdens stig”. Musikverket. http://calmview.musikverk.se/CalmView/Record.aspx?src=CalmView.Performance&id=PERF29452&pos=129. Läst 23 maj 2016.